# Colobothea flavoguttata
Colobothea flavoguttata är en skalbaggsart som beskrevs av Aurivillius 1902. Colobothea flavoguttata ingår i släktet Colobothea och familjen långhorningar. Inga underarter finns listade i Catalogue of Life.